# ريتشارد إل. بيترسون
ريتشارد إل. بيترسون (بالإنجليزية: Richard L. Peterson)‏ هو عالم نفس أمريكي، ولد في 1972.